# Тремонти, Марк
Марк Тремонти (англ. Mark Tremonti) — американский гитарист и вокалист, известен как участник групп Creed и Alter Bridge, при этом являясь одним из основателей обеих групп. На протяжении своей карьеры он также работал со многими другими музыкантами и в данный момент работает над своим сольным проектом.
Со времен участия в Creed, Тремонти стал широко известен своими способностями в написании песен и техническим мастерством и был награждён несколькими наградами, в число которых входит Грэмми за сингл «With Arms Wide Open.» В течение трех лет подряд журнал Guitar World выбирал его в качестве «гитариста года». В 2011 году Total Guitar включил его в список величайших хэви-метал-гитаристов. На данный момент Марк продолжает играть в составе и Creed, и Alter Bridge, а также завершил работу над четырьмя сольными альбомами.

## Дискография
Creed
- My Own Prison (1997)
- Human Clay (1999)
- Weathered (2001)
- Greatest Hits (2004)
- Full Circle (2009)
- Creed Live (2009)

Alter Bridge
- One Day Remains (2004)
- Blackbird (2007)
- Live from Amsterdam (2009)
- AB III (2010)
- Live at Wembley (2012)
- Fortress (2013)
- The Last Hero (2016)
- Walk The Sky (2019)

Соло
- All I Was (2012)
- Cauterize (2015)
- Dust (2016)
- A Dying Machine (2018)